# Kujūkuri, Chiba
Kujūkuri (九十九里町 Kujūkuri-machi) là thị trấn thuộc huyện Sanbu, tỉnh Chiba, Nhật Bản. Tính đến ngày 1 tháng 10 năm 2020, dân số ước tính thị trấn là 14.639 người và mật độ dân số là 600 người/km2. Tổng diện tích thị trấn là 24,46 km2.